# Eva Durrleman
Pour les articles homonymes, voir Durrleman.
Eva Durrleman, née le 19 août 1891 à Rochefort (Charente-Maritime) et morte le 15 juin 1993 à Meudon (Hauts-de-Seine), est diplômée de la Maison de santé protestante de Bordeaux, cofondatrice et directrice de l’hôpital-école Ambroise-Paré de Lille. Elle est reconnue Juste parmi les nations par le Yad Vashem.

## Biographie
Eva Durrleman est la sixième fille de Jean Durrleman (1852-1936), pasteur évangéliste, et de Lydie Pons (morte en 1920), originaire d’une famille d’agriculteurs vaudois du Piémont. Jean nait en Suisse, dans le canton de Thurgovie. Il a été converti à la foi évangélique à Londres par l’Armée du salut. Le couple a sept enfants : Freddy (1881-1944), Lily (1882), Lina (1883), Arthur (1885), Nelly (1888), Eva (1891), Clara (1893). Les trois dernières filles resteront proches les unes des autres toute leur vie. Le pasteur se lie d’amitié avec la famille aisée de Richemond, qui invite toute la famille Durrleman à passer des vacances dans leur propriété La Bonnauderie. Au presbytère, l’ambiance est très joyeuse et affectueuse. Ses deux frères aînés deviennent pasteurs. Son frère aîné, Freddy, épouse Elisabeth Kaltenbach et ils ont neuf enfants. Freddy crée à Boulogne-sur-Seine en 1920 La Cause (conférences, causeries protestantes à la radio, édition de journaux protestants, de livres, etc.). Les quatre sœurs d’Eva restent célibataires, comme elle.

### Études
Eva Durrleman a obtenu un brevet simple et a préparé le brevet supérieur. Elle a une bonne connaissance de l’anglais et joue du piano. Elle arrive à vingt ans à l’école de la Maison de santé protestante de Bordeaux-Bagatelle (MSP), venant de Rochefort. Elle y étudie du 26 juin 1912 au 1er juin 1914. Elle se lie immédiatement d’amitié avec Thérèse Matter, qui lui fait rencontrer Alice Bianquis.
Eva Durrleman et Alice Bianquis, Thérèse Matter et Madeleine Rives décident que deux d’entre elles doivent rester célibataires pour fonder un hôpital-école, lieu de formation de garde-malades hospitalières.

### Engagements patriotiques
En 1914, à la déclaration de guerre, elle obtient son affectation dans un hôpital militaire dépendant de la société Croix-Rouge de l’Union des femmes de France (UFF). En août 1915, son frère aîné, Freddy, aumônier de la marine, qui revient de Salonique, en Grèce, où il a accompagné un régiment de renfort vers le front d’Orient, fait alors part à sa sœur du manque d’infirmières compétentes. Dans le cadre de la société Croix-Rouge de l'Union des femmes de France (UFF), sous la direction de Gaston de Monicault, délégué de la Croix-Rouge en Orient, elle réussit à constituer une équipe, composée de Thérèse Matter et Léa Ménard, diplômées, elles aussi, de la MSP, qui part pour Salonique. Elles sont affectées au camp de Zeitenlik, au nord de la ville, région où sévit le paludisme. Elles travaillent avec le Dr Paul Rivet (1876-1958), un des futurs fondateurs du Musée de l’Homme, Marie de la Boulaye, Yolande Oberkampf (1874-1964), Jeanne de Joannis et le Dr Henri Hartmann. Eva Durrleman et son équipe avaient de nombreuses discussions théologiques, en particulier sur les épîtres de l’apôtre Paul, qui a parcouru les côtes grecques, avec les pasteurs aumôniers Henri Clavier, futur professeur d’histoire religieuse à la Faculté de théologie de Strasbourg, et Alfred Escande (1882-1974).
Après la guerre, elles ont envie de concrétiser leur projet d’ouvrir un hôpital-école dans une région particulièrement dévastée. Le nord de la France correspond à leurs critères. Après sa démobilisation, Eva Durrleman travaille dans un dispensaire qui dépend de la Croix-Rouge américaine. Elle loge avec Thérèse rue Lamarck, dans le XVIIIe arrondissement de Paris, où Madeleine Rives vient les rejoindre pour suivre ses études de sage-femme. Elles parlent autour d’elles du projet d’hôpital-école. Eva et Thérèse sont les témoins d’Alice Bianquis à son mariage avec le pasteur Alfred Escande, le 10 juillet 1919, à la Maison des missions, boulevard Arago, à Paris dans le XIVe.

### Appel à la philanthropie américaine
En 1919, une des Américaines du Comité américain pour les régions dévastées (CARD) fait un premier don de 5 000 francs en février, et, en juillet, l’Église épiscopalienne de Paris leur donne 31 000 francs. En septembre, une Américaine fait une souscription et récolte 87 000 francs. Un membre de la Croix-Rouge américaine suggère à Éva Durrleman de partir aux États-Unis pour y rencontrer Miss Adelaïde Nutting (1858-1948), présidente de l’Association des nurses américaines et enseignante à l’université Columbia de New York.
Dès novembre 1919, Eva Durrleman  part avec Thérèse. Elles suivent trois mois de cours à l’université Columbia à New York. Elles visitent les hôpitaux américains et les écoles de nursing de plusieurs villes : Boston, Buffalo, Detroit, Chicago, Washington et Philadelphie. Elles recueillent 45 000 francs. Sur le chemin du retour, elles s’arrêtent en Angleterre, où elles donnent une série de conférences et collectent des fonds.

### Philanthropie de la bourgeoisie du Nord
Le pasteur Henri Nick (1868-1964), de Fives-Lille, leur apprend que trois grands bâtiments de la rue Saint-Maur, devenue avenue Emile-Zola, à Lille, sont mis en vente pour un prix modeste par adjudication. Pour les acheter, Eva et Thérèse fondent une association loi 1901, l’Association de l’hôpital-école Ambroise-Paré de Lille, le 28 mai 1921, dont le siège social est au domicile de son président, Henri Neu (1878-1960), ingénieur constructeur à la société Kestner et Neu. Le trésorier est M. Carpentier, ancien bâtonnier de l’ordre des avocats, la secrétaire, Thérèse Matter. Eva Durrleman et M. Rozendael, industriel à La Madeleine, consul des Pays-Bas, ont des voix consultatives.
Les premières personnes qui adhèrent à l’association sont Madeleine Rives, le pasteur Henri Nick et Pierre Fallot (1891-1956), filateur à Tourcoing, ainsi que de nombreux médecins dont le professeur Carrière chez qui la réunion constitutive a lieu. Thérèse Matter, présente à l’adjudication, achète les terrains signalés par le pasteur Nick. Elles réussissent à réunir les fonds pour commencer la construction de l’hôpital-école Ambroise-Paré. Elles peuvent compter sur les aides familiales : Freddy Durrleman, Étienne Matter, industriel qui est à la tête d’œuvres de protection de l’enfance. C’est lui qui trouve les aides officielles dont elles ont besoin. En outre, Pierre Fallot, industriel filateur de laine à Tourcoing, neveu de Tommy Fallot et cousin de Thérèse Matter, leur ouvre les portes du milieu industriel protestant : Charles Kuhlmann, Henri Neu, fils d’ouvrier travaillant chez Holden Crothers, qui fonde son entreprise personnelle et qui a des ateliers à Manchester, Milan et Düsseldorf (futur président du conseil d’administration de la Maison Ambroise-Paré, MAP), Maurice Walker, filateur, en liaison avec le milieu universitaire et médical protestant. Les médecins protestants de la région sont heureux à la perspective de disposer d’un endroit où exercer sans prosélytisme.
Lille est la ville où le docteur Albert Calmette (1863-1933) et le vétérinaire Camille Guérin (1872-1961) ont mis au point le BCG pour protéger la population de la tuberculose. En outre dans cette région ne se trouve aucune autre école d’infirmières. Jeanne Merle d’Aubigné (1889-1975), surintendante d’usine qui a travaillé avec les pasteurs Élie Gounelle et Freddy Durrleman à Roubaix, réussit de son côté à mobiliser une autre partie du milieu protestant du Nord, en faisant connaître ce projet au moyen de tracts explicatifs. Cette synergie d’efforts aboutit au résultat suivant : la campagne financière de 1921 rapporte 92 000 francs. La construction commence en avril 1922 sous la direction de l’architecte, M. Barbotin.

### La réalisation du projet de l'hôpital-école
L’ouverture a lieu en 1923, avec deux élèves et deux cheftaines diplômées de la MSP : Léa Ménard et Hélène Lavignotte. Pour l’inauguration, de nombreuses personnalités viennent à Lille. Le CARD envoie une délégation. Les débuts sont modestes : la première année sont accueillis dix-huit malades. Une troisième cheftaine est engagée en juillet 1924. Il s’agit de Ruth Coste, fille d’un pasteur suisse, diplômée de la MSP, qui restera jusqu’à sa retraite en 1958. Mlle Nusslé, fille d’un pasteur collaborateur de Henri Nick, économe diplômée de la MSP, est engagée à son tour. Éva Durrleman assure avec Thérèse la direction de l’établissement, qui accueille et forme de nombreuses générations d’infirmières. C’est Thérèse qui s’occupe de la gestion. Quant à Eva Durrleman, elle est présente dans les services, vérifie si tous les soins ont bien été donnés et fait souvent les anesthésies des opérés.
Les directrices s’accordent chaque année quelques semaines de vacances. C’est Thérèse qui conduit la voiture, elles font ainsi le tour des familles protestantes qui soutiennent moralement et financièrement l'hôpital Ambroise-Paré de Lille.

### L'évolution de l'hôpital Ambroise-Paré de Lille
Le congrès international des infirmières Paris-Bruxelles se tient en juillet 1933, organisé par la déléguée française de l’ICN, Léonie Chaptal. On propose aux participantes de se rendre à Lille pour visiter l'hôpital Ambroise-Paré (MAP). Une autre étape : le 18 novembre 1933, dix ans après l’inauguration de la MAP, c’est l’inauguration de l’internat qui rassemble le Dr Anna Hamilton, Elisabeth Rouffiac, et les familles Durrleman, Matter, Fallot, Escande, Ménard, Neu, Nick ainsi que les membres du conseil d’administration, des collaborateurs, des anciens malades, des paroissiens du pasteur Nick et des pasteurs de Lille, Pierre Bosc et Julien Alizon, etc. Au total, 500 personnes.
En 1934, la MAP ouvre un service moderne de maternité au troisième étage. C’est une réalisation à laquelle tenait particulièrement Thérèse Matter. En août 1935, le congrès du christianisme social se tient dans l’internat de la MAP (191 signatures sur le livre d’or, dont celles de Pierre et Suzette Duflo, Georges Lasserre (1902-1985), Paul Ricœur (1913-2005) et André Philip (1902-1970)). En février 1937, est reçue une délégation du congrès de la Fédération française des associations chrétiennes d'étudiants, mouvement des jeunes adultes protestants surnommé « La Fédé ».
En 1939, les directrices ont le plaisir d’accueillir à Lille un nouveau pasteur, le pasteur Émile Fabre, qui a épousé une de leurs amies, Cécile Reboul, nîmoise, diplômée de la MSP. Ils resteront jusqu’en 1945.

### Seconde Guerre mondiale
Durant la Seconde Guerre mondiale, pendant l’Occupation, la MAP est le quartier général de la Résistance locale. La maison est un poste de commandement du réseau War Office ou réseau Sylvestre. Les directrices maintiennent une certaine activité soignante, malgré l’occupation de la clinique et de l’internat par les Allemands. Eva et Thérèse ont sauvé de nombreux aviateurs blessés, des Juifs, et ont transmis des renseignements précieux, assurant l’évasion de combattants qui allaient être pris par la Gestapo. Elles ont également pendant la période de l'occupation brûlé toutes les archives de la MAP pour que les Allemands ne trouvent pas de documents compromettant les gens qui ont aidé à la réalisation de l'hôpital.

### Retrait progressif de la MAP
Les nombreuses diplômées de l’hôpital-école Ambroise-Paré fondent à leur tour des services et des écoles, par exemple France Neubert à l'hôpital Foch près de Paris. À partir de 1950, les directrices envisagent de se retirer progressivement.
Elles participent à une opération immobilière à Paris dans le XIVe, avenue du Maine. Mais les travaux avancent lentement. Elles en profitent pour voyager en compagnie du pasteur Émile Fabre et de sa femme. Elles découvrent ainsi l’Écosse, l’Espagne, le Portugal, ainsi que l’Algérie et le Maroc. Bien entendu, elles font étape chez des diplômées de la MSP et d’anciennes élèves de la MAP. Enfin, en 1956, retraitées, elles emménagent au 55 avenue du Maine dans le XIVe arrondissement. Dans cet immeuble, elles se sentent bien entourées. Au rez-de-chaussée se trouvent les bureaux du journal protestant Réforme. Le pasteur Jean Bosc (1910-1959) et sa famille, ainsi que Suzanne de Dietrich et Madeleine Barot occupaient le même immeuble.

### Fin de vie
En 1974 et 1975, Eva Durrleman perd ses amies Alice Bianquis-Escande et Thérèse Matter. En 1990, elle entre à la maison de retraite protestante du Châtelet, à Meudon. Elle y meurt le 15 juin 1993. Elle est inhumée avec Thérèse au cimetière du Montparnasse.

## Distinctions
Eva Durrleman a reçu de nombreuses distinctions et décorations pour sa conduite exemplaire en période de guerre :
- Croix de guerre 1914-1918, étoile de bronze pour son action en Orient
- Médaille d’argent avec l’inscription pour le mérite sur le ruban de sainte Anne (2e division d’infanterie russe, armée alliée d’Orient)
- Palme d’or de la Croix-Rouge française décernée par le comité de l’UFF
- Pro Patria Foreign Service Certificate décernée par la Croix-Rouge américaine
- Médaille d’or de l’UFF en 1919
- Officier d'académie du ministère de l’Instruction publique et des Beaux-Arts en 1933, pour son enseignement professionnel
- Médaille interalliée de la Victoire en 1934
- Croix de guerre 1939-1945 avec étoile de vermeil en 1946
- Médaille des Justes parmi les Nations le 18 mars 1991[11].